# Хвар
Хвар (xv̞âːr; діалект: Hvor або For, грец. Pharos, Φαρος, лат. Pharia, італ. Lesina) — хорватський острів в Адріатичному морі поблизу узбережжя Далмації, знаходиться між островами Брач, Вис, та Корчула.
Приблизно 68 км завдовжки, з високим хребтом з вапняка та доломіту мезозойської ери, острів Хвар відрізняється від сусідніх островів родючими ланами та джерелами зі свіжою водою. Схили покрито хвойними лісами, виноградниками, плантаціями оливи, фруктових дерев та лавандовими полями. Зими на острові м'які, а літо тепле і має багато сонячних днів. На острові проживає 11 103 мешканців, що робить його четвертим за кількістю мешканців островом Хорватії.

## Історія
Розташування Хвару на перехресті морських шляхів в Адріатиці зробило острів важливою базою для торгівлі по всьому Адріатичному морю, від Італії та до Середземного моря.
Перші поселення засновані в часи неоліту, їх незвична кераміка лягла в основу хварської культури, згодом острів був заселений іллірійцями. Стародавні греки заснували колонію Фарос 384 р. до н. е. на місці сучасного Старі-Граду, що робить його одним з найстаріших міст Європи. Їхня заслуга також у тому, що вони здійснили поділ Старі-Градської рівнини, яку включено до Світової спадщини ЮНЕСКО, на сільгосподарські наділі. В епоху Середньовіччя, місто Хвар перетворилось на одну з основних військово-морських баз Венеційської республіки. Процвітання принесло з собою культуру та мистецтво, один з перших громадських театрів в Європі, палаци та багато комунальних споруд.
На XVI століття припали Хварське повстання, набіги піратів та напади Оттоманської армії, через що на північному узбережжі з'явились незвичні фортифікаційні споруди. Після нетривалого перебування під владою Наполеона, острів потрапив до складу Австрійської імперії, що принесло більше миру та процвітання. На узбережжі були розширені бухти, побудовані причали, розвивалось рибальство та суднобудування. У той же час збільшився експорт з острова вина, лаванди та розмарину. Однак, в XX столітті процвітання зазнало удару через зникнення з вжитку дерев'яних човнів та поширення філоксери на виноградниках. Багато острів'ян емігрували в пошуках кращої долі деінде.
Незважаючи на негаразди, промисловість продовжила ріст, та стала вагомою складовою місцевої економіки. Створення Асоціації з Гігієни Хвару в 1868 р. для підтримки туристів на острові сприяло створенню інфраструктури готелів, апартаментів, ресторанів, музеїв, галерей та кав'ярень. Нині острів Хвар популярний серед туристів та знаходиться в списку 10 островів журналу Conde Nast.

## Географія

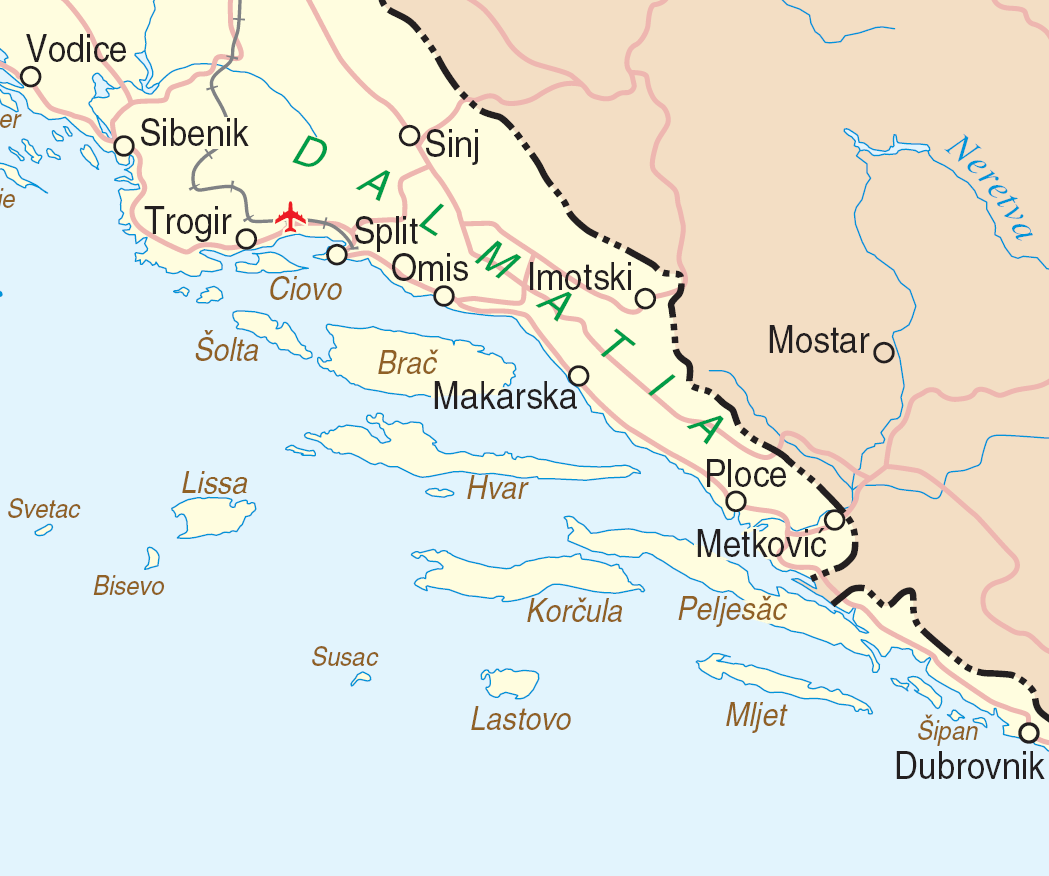
Острів Хвар знаходиться у південній частині Адріатичного моря, поблизу узбережжя Далмації.

Острів Хвар знаходиться в Адріатичному морі, поблизу узбережжя Далмації. На північ знаходиться острів Брач відділений Хварським каналом (Hvarski kanal), на захід знаходиться острів Вис відділений Виською протокою, на південь знаходиться острів Корчула відділений Корульською протокою, та острів Пелєшаць відділений Неретванською протокою. Східний край острова знаходиться за 6 км від суходолу. Вздовж південного узбережжя острова знаходиться декілька невеликих островів, зокрема, Паклені та Щчедро в західній частині та Зачево поблизу північного узбережжя.

### Ландшафт

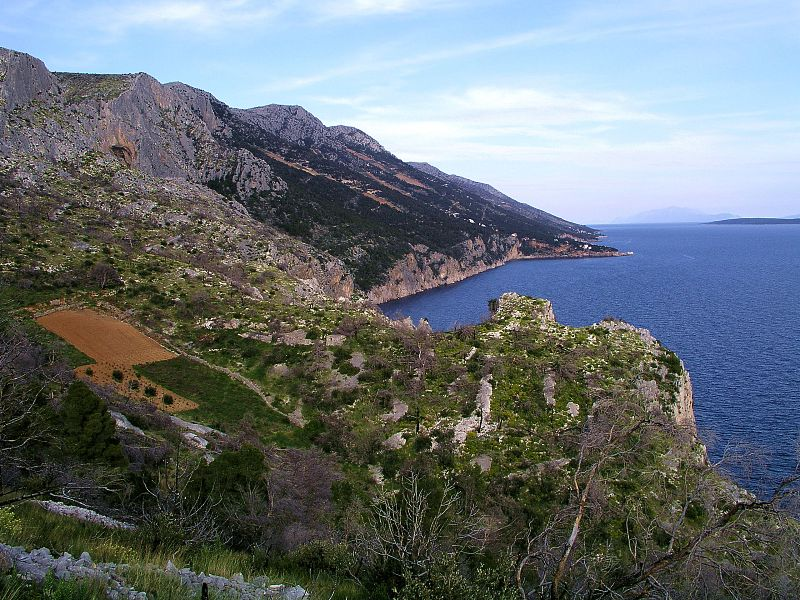
Південне узбережжя Хвару поблизу Світла Неділя.

Острів Хвар утворений високим гірським кряжем з вапняка та доломіту мезозойської ери який був частиною суходолу ще близько 11 000 років тому. Приблизно в той час став зростати рівень моря, а долини перетворились на протоки між островами. Хвар має типовий карстовий ландшафт, бідний на поверхневі джерела води незважаючи на адекватні опади. Землеробство в таких умовах потребує дбайливого збереження води та захисту ґрунтів від ерозії. Цистерни з водою в полях та в кам'яних резервуарах, особливо в терасах на схилах гір важливі для підтримки землеробства на острові.
Острів має типову субтропічну рослинність, переважно голий, з чагарниками на вищих, крутіших схилах, які переходять в ліси на нижчих схилах з дубу кам'яного (лат. Orno-Quercetum ilicis), алепської сосни (грец. Pinus halapensis Mill) та європейської чорної сосни (грец. Pinus nigra dalmatica). Особливо острівець Щчедро багатий на різні субтропічні дерева та рослини.
Острів Хвар 68 км завдовжки, і лише до 10.5 км завширшки. Має площу 297 км², четвертий за розміром острів Адріатичного моря, та узбережжя довжиною 254.2 км. Найвища точка, вершина г. Святого Миколая, знаходиться на висоті 628 м.

### Клімат
| Клімат (1971–2000, 1858–2014)                             | Клімат (1971–2000, 1858–2014) | Клімат (1971–2000, 1858–2014) | Клімат (1971–2000, 1858–2014) | Клімат (1971–2000, 1858–2014) | Клімат (1971–2000, 1858–2014) | Клімат (1971–2000, 1858–2014) | Клімат (1971–2000, 1858–2014) | Клімат (1971–2000, 1858–2014) | Клімат (1971–2000, 1858–2014) | Клімат (1971–2000, 1858–2014) | Клімат (1971–2000, 1858–2014) | Клімат (1971–2000, 1858–2014) | Клімат (1971–2000, 1858–2014) |
| Показник                                                  | Січ.                          | Лют.                          | Бер.                          | Квіт.                         | Трав.                         | Черв.                         | Лип.                          | Серп.                         | Вер.                          | Жовт.                         | Лист.                         | Груд.                         | Рік                           |
| Абсолютний максимум, °C                                   | 19,6                          | 23,4                          | 24,0                          | 27,8                          | 33,0                          | 37,0                          | 37,5                          | 37,7                          | 34,4                          | 31,5                          | 25,7                          | 20,6                          | 37,7                          |
| Середній максимум, °C                                     | 12,6                          | 13,0                          | 14,9                          | 17,7                          | 22,3                          | 26,4                          | 29,5                          | 29,5                          | 26,0                          | 21,8                          | 16,8                          | 13,7                          | 20,3                          |
| Середня температура, °C                                   | 9,1                           | 9,2                           | 11,1                          | 14,0                          | 18,5                          | 22,3                          | 25,0                          | 24,8                          | 21,5                          | 17,7                          | 13,3                          | 10,3                          | 16,4                          |
| Середній мінімум, °C                                      | 5,9                           | 5,9                           | 7,7                           | 10,5                          | 14,7                          | 18,3                          | 20,9                          | 20,8                          | 17,7                          | 14,3                          | 10,1                          | 7,2                           | 12,8                          |
| Абсолютний мінімум, °C                                    | −7                            | −5,5                          | −4,6                          | 0,0                           | 5,1                           | 10,0                          | 12,8                          | 9,7                           | 8,0                           | 4,9                           | −3                            | −5                            | −7                            |
| Середня кількість сонячних годин на місяць                | 133,3                         | 155,4                         | 195,3                         | 222,0                         | 288,3                         | 324,0                         | 365,8                         | 334,8                         | 258,0                         | 198,4                         | 135,0                         | 124,0                         |                               |
| Норма опадів, мм                                          | 68.4                          | 55.7                          | 62.7                          | 54.1                          | 46.7                          | 34.4                          | 26.4                          | 45.2                          | 63.7                          | 79.3                          | 94.0                          | 83.2                          | 713.7                         |
| Днів з опадами                                            | 9,8                           | 9,0                           | 9,4                           | 10,2                          | 7,8                           | 6,8                           | 4,0                           | 4,7                           | 7,0                           | 9,3                           | 11,3                          | 10,4                          | 99,8                          |
| Днів зі снігом                                            | 0,1                           | 0,0                           | 0,0                           | 0,0                           | 0,0                           | 0,0                           | 0,0                           | 0,0                           | 0,0                           | 0,0                           | 0,0                           | 0,0                           | 0,1                           |
| Вологість повітря, %                                      | 68.7                          | 65.0                          | 66.4                          | 65.5                          | 66.6                          | 63.7                          | 58.8                          | 61.0                          | 65.4                          | 67.8                          | 68.5                          | 69.0                          | 65.5                          |
| --------------------------------------------------------- | ----------------------------- | ----------------------------- | ----------------------------- | ----------------------------- | ----------------------------- | ----------------------------- | ----------------------------- | ----------------------------- | ----------------------------- | ----------------------------- | ----------------------------- | ----------------------------- | ----------------------------- |
| Джерело: Croatian Meteorological and Hydrological Service |                               |                               |                               |                               |                               |                               |                               |                               |                               |                               |                               |                               |                               |

Зими на острові м'які, а літо тепле і має багато сонячних днів. Середньорічна температура повітря 16 °C, на місто Хвар випадає близько 686 мм опадів, та 2800 годин сонячного світла щороку. Для порівняння, Хвар має 7.7 годин сонця щодня, а Дубровник — 7.2. Температура моря коливається від найнижчої в лютому 14 °C до найвищої в серпні, коли температура зазвичай досягає 24 °C.